# Khe Sanh
Khe Sanh est un village de la province de Quảng Trị au Viêt Nam, situé à 3 km au nord de la petite ville de Huong Hoa (en).

## Histoire

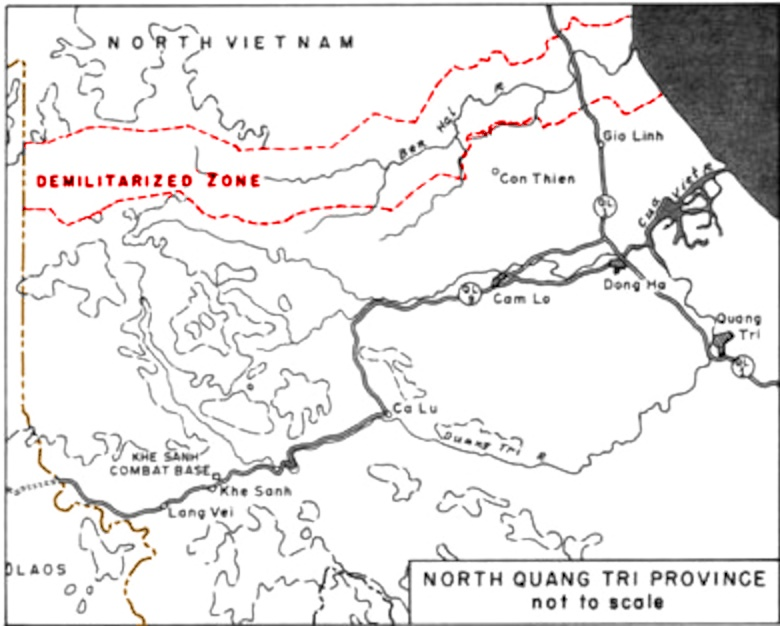
Situation de Khe Sanh dans la province de Quảng Trị

Le village de Khe Sanh s'est développé à partir d'une plantation de café installée en 1926 par le prospecteur naturaliste français Eugène Poilane, à un endroit où, en 1918, une seule maison, celle de l'ingénieur qui supervisait la construction de la Route coloniale 9 (en), première route empierrée du Laos, était établie.
En 1962, les troupes spéciales des forces américaines y construisent une base équipée d'une piste d'aviation, permettant de surveiller la zone démilitarisée entre le Nord et le Sud du Viêt Nam.
Du 21 janvier au 8 avril 1968, Khe Sanh est le lieu d'une bataille de la guerre du Viêt Nam qui opposa l'armée américaine à l'Armée populaire vietnamienne et les troupes du Front national de libération du Sud Viêt Nam (Viêt Cong).
L'ancienne base américaine (en) est devenue un musée de la guerre et les environs sont occupés par des plantations de café. Les mines non explosées étant encore nombreuses dans cette zone, 40 ans après la fin du conflit, des accidents surviennent régulièrement dans les plantations.

## Galerie

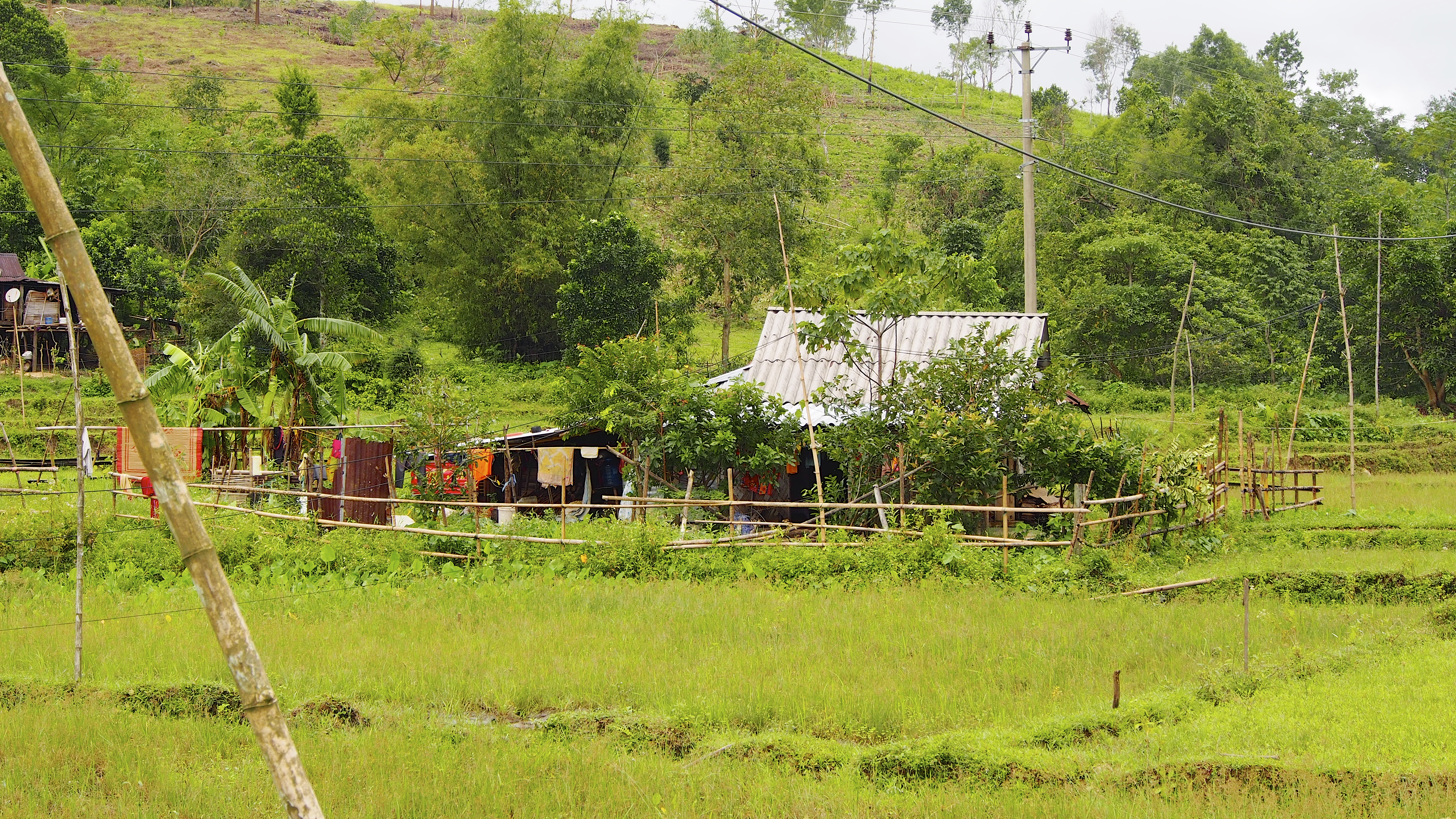
Paysage au bord de la route vers Khe Sanh
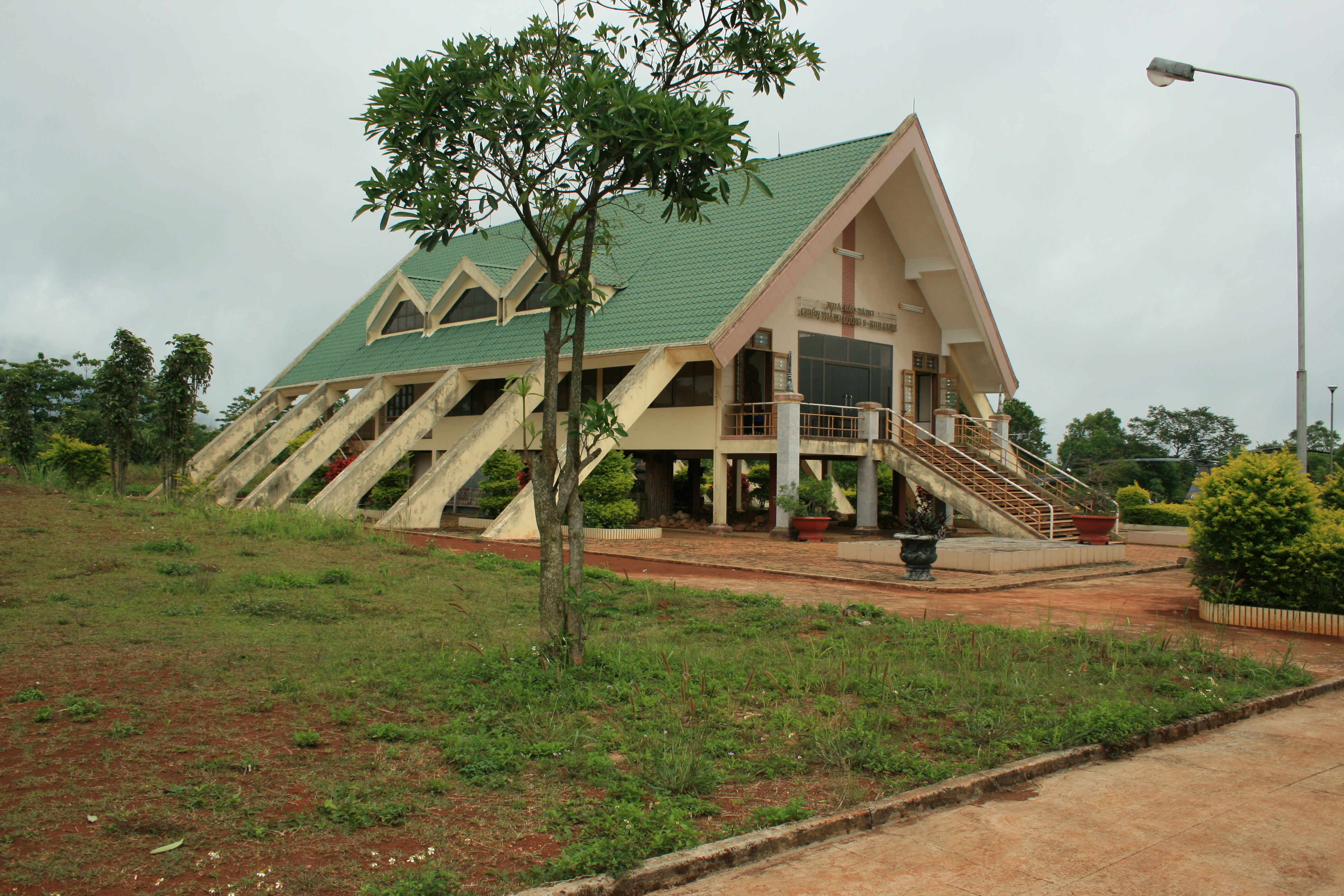
Musée de la base américaine de Khe Sanh
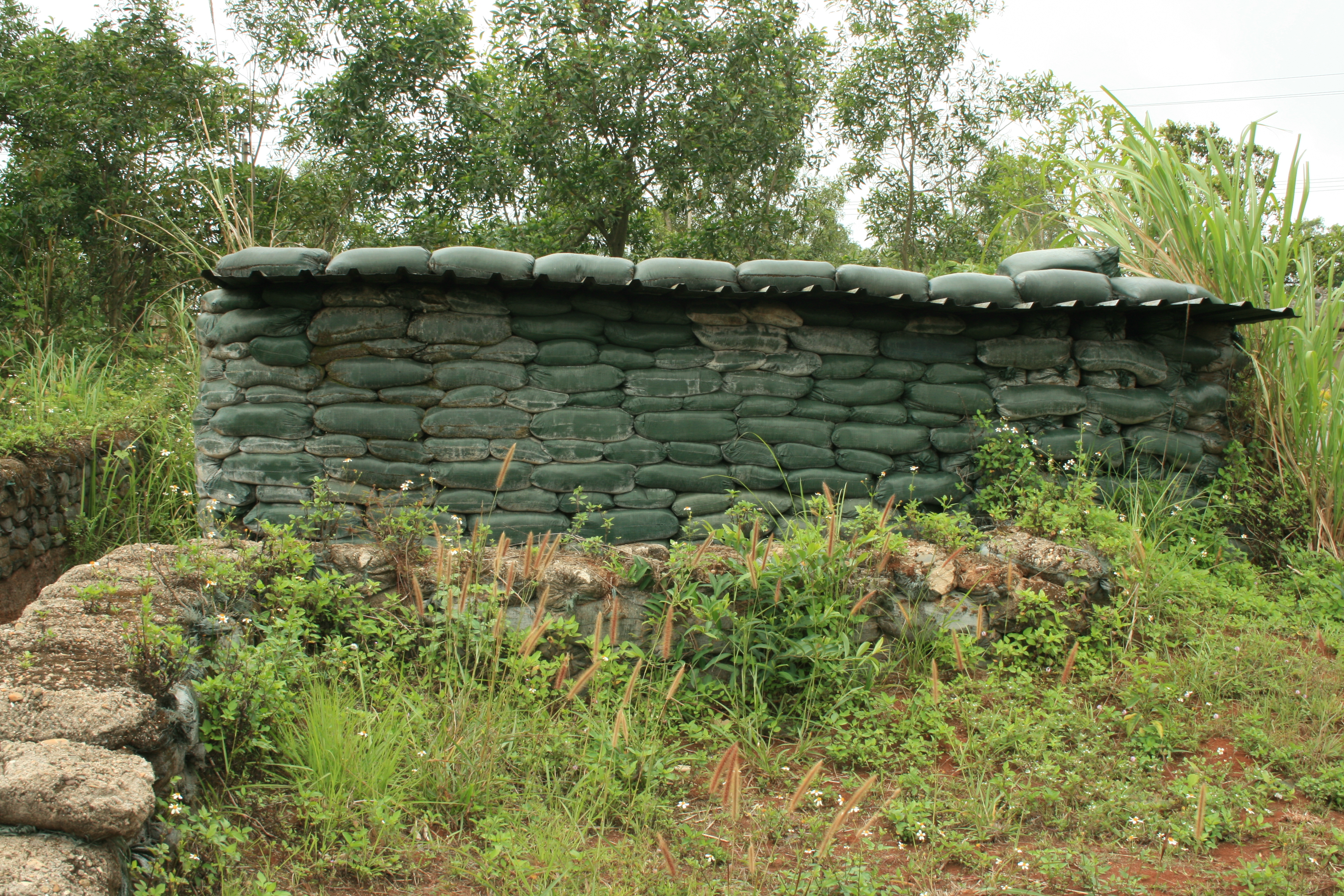
Vue extérieure d'un bunker restauré à Khe Sanh
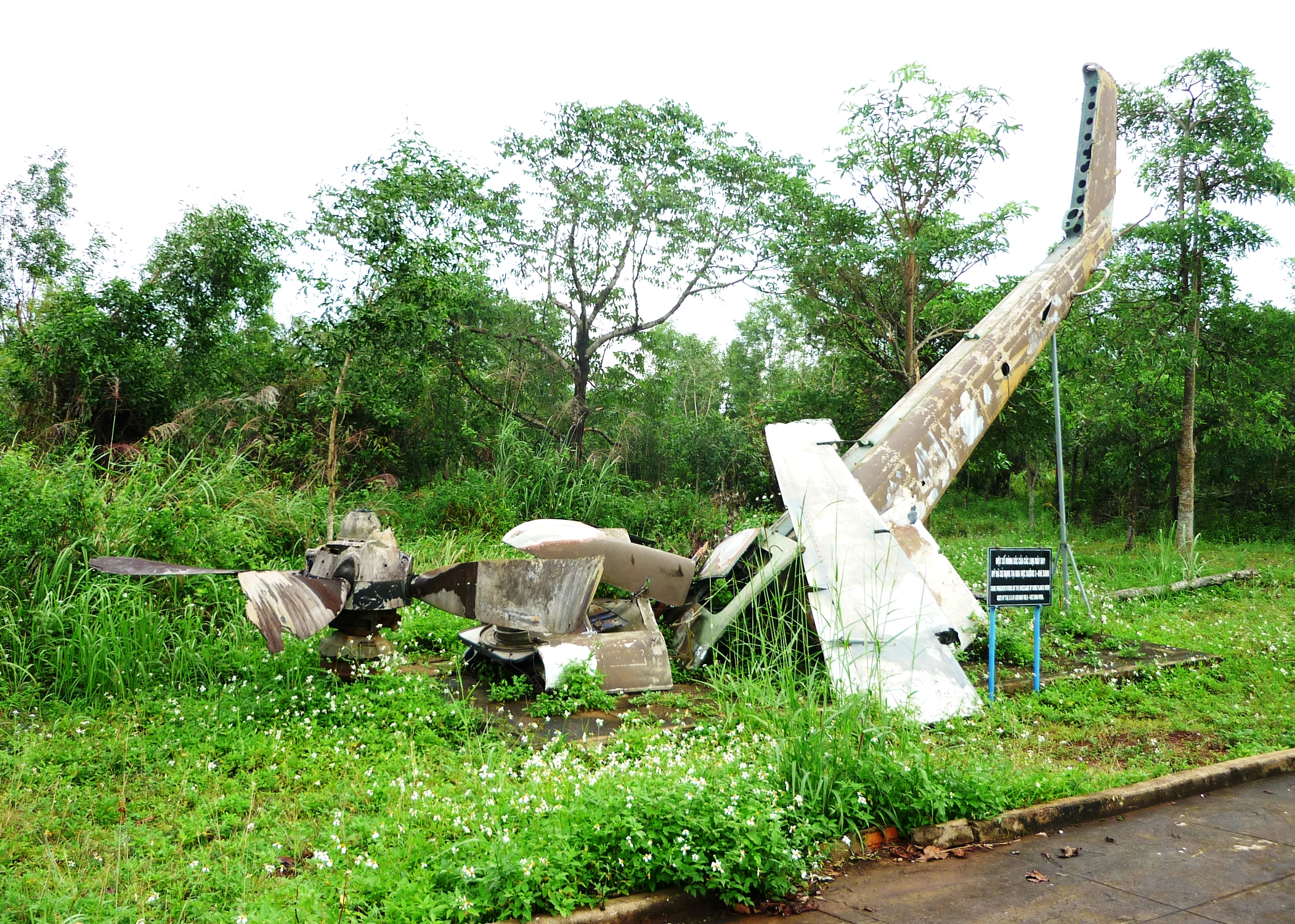
Épaves au musée de Khe Sanh : poutre de queue d'un hélicoptère UH-1 et hélice (probablement) d'un Lockheed C-130 Hercules.